# Landesregierung Karall II
- ÖVP: 3
- SPÖ: 3

Die Landesregierung Karall II unter Landeshauptmann Lorenz Karall bildete die Burgenländische Landesregierung von der Wahl durch den Burgenländischen Landtag in der VI. Gesetzgebungsperiode am 4. November 1949 bis zur Angelobung der Landesregierung Karall III am 19. März 1953.
Nach der Landtagswahl 1949 stellte die Österreichische Volkspartei (ÖVP) vier Mitglieder der sechsköpfigen Landesregierung, der Sozialdemokratischen Partei Österreichs (SPÖ) gehörten zwei Mitglieder an. Nach den Verlusten bei der Landtagswahl 1949 musste die SPÖ gegenüber der zuvor amtierenden Landesregierung einen Landesrat an die ÖVP abgeben, die nun die Landesregierung mit absoluter Mehrheit dominierte. Der freigewordenen Sitz in der Landesregierung von Heinrich Knotzer (SPÖ) übernahm in der Folge Josef Lentsch (ÖVP). Die Zusammensetzung der Landesregierung blieb während der Amtsperiode unverändert.

## Regierungsmitglieder
| Amt                            | Name          | Partei | Zuständigkeitsbereiche |
| ------------------------------ | ------------- | ------ | --- |
| Landeshauptmann                | Lorenz Karall | ÖVP    | Präsidium, Verfassung&Verwaltung, Entnazifizierung, Alliierte&Besatzungskosten, Personal, Personenstand&Matriken&Ehen&Staatsbürgerschaft&Heimatrecht, Vermögenssicherung, Kultus, Sanität, Presse, Baurecht, All.Recht |
| Landeshauptmann-Stellvertreter | Alois Wessely | SPÖ    | Allg.LandesBau, Hoch&Tief&Maschinen&StraßenBau, StraßenVerkehr |
| Landesrat                      | Johann Bauer  | ÖVP    | Landwirtschaft, BodenReform, WasserBau&Meliorationen, Ernährung, Preise, Veterinär, Forst |
| Landesrat                      | Josef Lentsch | ÖVP    | Schule, Erziehung, Unterricht |
| Landesrat                      | Johann Wagner | ÖVP    | Gemeinden, Feuerwehr, Wahlen, Gewerbe, Industrie, Sparkassen, Elektrizität, Zinsendienst Tourismusbetriebe |
| Landesrat                      | Hans Bögl     | SPÖ    | Finanzen, Buchhaltung, Archiv, Museum, Kunst, Tourismus, Umsiedlung, Soziales, Fürsorge, Heil&PflegeAnstalten |